# Sestine
Die Sestine ist eine Gedichtform, die aus sechs sechszeiligen Strophen besteht, denen noch eine dreizeilige Schluss-Strophe folgt; dabei werden die Reimwörter der ersten Strophe in den folgenden Strophen wieder aufgenommen.  In sestina steckt das italienische Wort sei „sechs“/sesta „die sechste“, womit auf das strukturierende Prinzip dieser Gedichtform verwiesen ist.

## Form
Die Sestine ist durch eine komplexe Wiederholungsstruktur charakterisiert. Die Reimwörter der ersten Strophe werden durch sämtliche sechs Strophen in festgelegter Folge beibehalten. Von der vorangegangenen Strophe wird zunächst das Reimwort der letzten Verszeile, dann der ersten, der zweitletzten, der zweiten, der drittletzten und schließlich der dritten Verszeile wieder aufgegriffen. Wenn man die Reimwörter einer Strophe mit 1–6 nummeriert, dann kommen sie in der darauffolgenden Strophe in folgender Reihenfolge vor: 6 1 5 2 4 3; die übernächste Strophe enthält diese Reimwörter dann in der Folge 3 6 4 1 2 5 usw. Dieses Schema wird als Retrogradatio cruciata bezeichnet. An die sechs Strophen schließt sich eine dreizeilige Coda an, in der sämtliche Reimwörter in der ursprünglichen Reihenfolge der ersten Strophe noch einmal (zwei pro Zeile) wiederkehren: drei der sechs Reimwörter befinden sich am Ende der drei Verse, die anderen drei innerhalb der Verse. In der italienischen Dichtung ist für die Sestine das Versmaß des Endecasillabos verbreitet, in der deutschsprachigen Dichtung wird stattdessen zumeist der jambische Fünfheber verwendet.

## Beispiel
Friedrich Rückert: Sestine (aus den italienischen Gedichten)
| 1  | Wenn durch die Lüfte wirbelnd treibt der Schnee, | A   | Schnee | 1 |
| 2  | Und lauten Fußtritts durch die Flur der Frost    | B   | Frost  | 2 |
| 3  | Einhergeht auf der Spiegelbahn von Eis;          | C   | Eis    | 3 |
| 4  | Dann ist es schön, geschirmt vorm Wintersturm,   | D   | Sturm  | 4 |
| 5  | Und unvertrieben von der holden Glut             | E   | Glut   | 5 |
| 6  | Des eignen Herds, zu sitzen still daheim.        | F   | heim   | 6 |
|    |                                                  |     |        |   |
| 7  | O dürft ich sitzen jetzt bei der daheim,         | F   | heim   | 6 |
| 8  | Die nicht zu neiden braucht den reinen Schnee,   | A   | Schnee | 1 |
| 9  | Die mit der sonn’gen Augen sanfter Glut          | E   | Glut   | 5 |
| 10 | Selbst Funken weiß zu locken aus dem Frost!      | B   | Frost  | 2 |
| 11 | Beschwören sollte sie in mir den Sturm,          | D   | Sturm  | 4 |
| 12 | Und tauen sollte meines Busens Eis.              | C   | Eis    | 3 |
|    |                                                  |     |        |   |
| 13 | Erst muß am Blick des Frühlinges das Eis         | C   | Eis    | 3 |
|    | […] usw. bis Z. 36                               |     |        |   |
|    |                                                  |     |        |   |
|    | Coda:                                            |     |        |   |
| 37 | Mit Blütenschnee schmückt sich der kahle Frost,  | A,B | Frost  | 2 |
| 38 | Das Eis wird Lichtkristall und Wohllaut Sturm,   | C,D | Sturm  | 4 |
| 39 | Wo ich voll Glut zu dir mich denke heim.         | E,F | heim   | 6 |